# Johannesbroodboom
De johannesbroodboom (Ceratonia siliqua) is een plant uit de vlinderbloemenfamilie (Fabaceae). De soort komt voornamelijk voor in het Middellandse Zeegebied. Deze boom is zeer goed bestand tegen hitte en droogte. Hij blijft het hele jaar door groen en kan 10 tot 20 meter hoog worden.
De plant staat bekend om de hoge voedingswaarde van de peulen, die johannesbrood worden genoemd.
Een veelgebruikt product van de johannesbroodboom is johannesbroodpitmeel. Een ander product is carobepoeder. Dat wordt verkregen door de geroosterde peulen te vermalen en kan dienen als alternatief voor cacao. Op Kreta wordt het ook verwerkt tot thee.
Omdat het gewicht van de zaden van deze boom vrijwel constant is, te weten 0,2 gram, werden ze gebruikt als gewichtjes voor het wegen van edelstenen. Het woord karaat, de gewichtseenheid die voor diamanten gebruikt wordt, is afgeleid van het Oudgriekse woord keration voor de vrucht van de johannesbroodboom en is gelijk aan een vijfde gram.

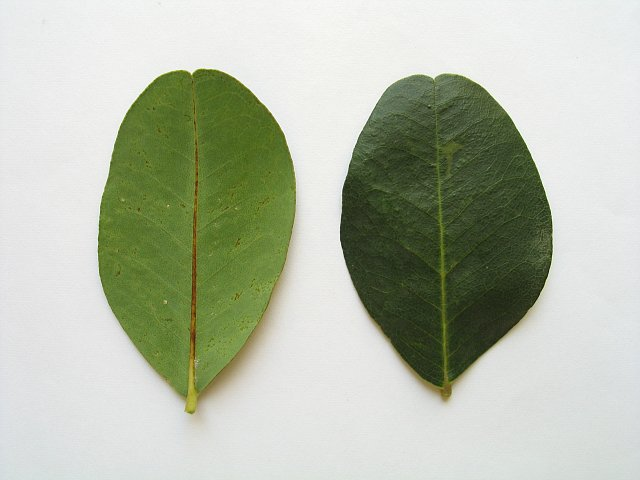
Onder- en bovenzijde van een deelblaadje van de johannesbroodboom (Er zitten 6 tot 8 van deze deelblaadjes aan één samengesteld blad.)

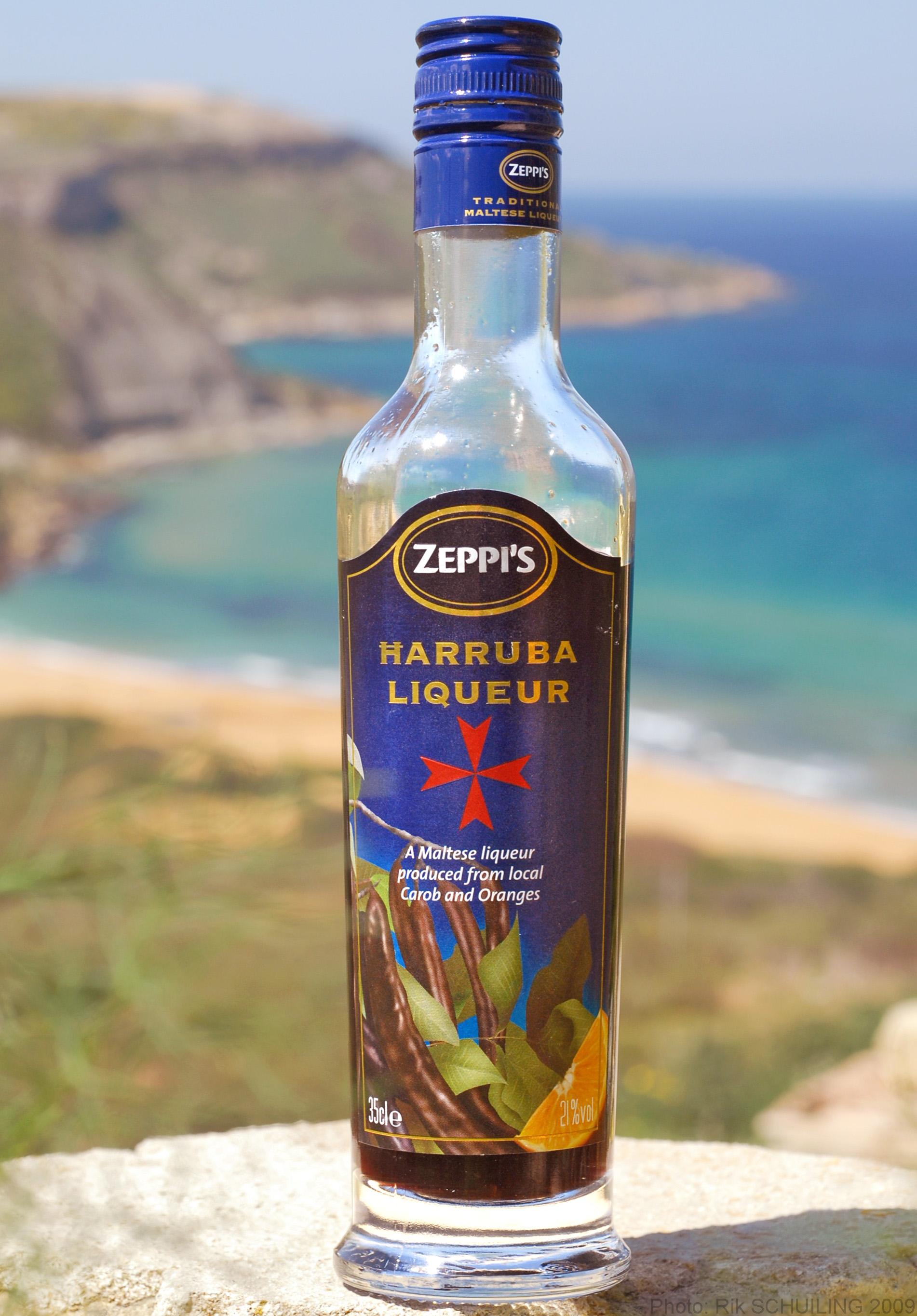
Een fles op Malta geproduceerde carobelikeur (Malta, april 2009)